# Comodo Dragon
Comodo Dragon — браузер на базе свободного проекта Chromium с дополнительными функциями, повышающими безопасность и конфиденциальность.

## Ключевые особенности
- Более совершенная, по сравнению с Chromium, защита конфиденциальных данных
- Упрощённая идентификация сертификатов SSL
- Быстрый доступ к веб-сайтам
- Повышенная стабильность и умеренное потребление ресурсов памяти
- Режим анонимного сёрфинга — Incognito Mode, при работе в котором браузер блокирует элементы Cookies[4]